# 西湖镇 (重庆市)
西湖镇，是中华人民共和国重庆市江津区下辖的一个乡镇级行政单位。

## 行政区划
西湖镇下辖以下地区：
河坝社区、黄泥社区、青泊村、水庙村、西泉村、关胜村、百燕村和骆来村。